# 大平山送信所
大平山送信所（おおひらやまそうしんしょ）は山口県防府市にある大平山の山頂に位置する、テレビ放送及びFM放送の送信所。
標高は631mであり、二大都市圏のテレビ電波送信所の東京スカイツリー（634m）・生駒山（642m）とはほぼ同じ。
山口県の県域テレビ・FM放送局全ての親局、および山口放送のFM補完放送送信所が置かれている。なお、2016年6月30日 にサービスを終了した「マルチメディア放送」のジャパン・モバイルキャスティングの中継局も本項で紹介する。

## 放送区域
この送信所の電波法に定める放送区域（デジタル：1mV/m、アナログ：3mV/m）は山口県防府市の全域並びに山口県宇部市、山口市、下松市、光市及び周南市の各一部、22万8979世帯である。

## 歴史
- 1959年（昭和34年）
  - 6月15日 - NHK山口放送局テレビジョン放送開局（現・総合テレビ）。
  - 10月1日 - KRY山口放送標準テレビジョン放送開局。
- 1962年（昭和37年）9月1日 - NHK山口教育テレビジョン放送（現・Eテレ）開局。
- 1964年（昭和39年）4月1日 - NHK山口FM放送開局。
- 1970年（昭和45年）4月1日 - tysテレビ山口開局。
- 1985年（昭和60年）12月1日 - エフエム山口開局。
- 1993年（平成5年）10月1日 - yab山口朝日放送開局。
- 2006年（平成18年）10月1日 - 全局地上デジタルテレビ放送開始。
- 2011年（平成24年）7月24日 - デジタル放送完全移行に伴いアナログ放送停波。
- 2014年（平成26年）3月14日 - ジャパン・モバイルキャスティング中継局開局[2]。
- 2015年（平成27年）7月21日 - KRY山口放送FM補完放送開局。
- 2016年（平成28年）6月30日 - ジャパン・モバイルキャスティング、サービス終了[1]。

### 地上デジタル放送
山口県での地上デジタル放送は2006年10月1日に開始することが決定し、これに先立ち2005年11月15日には総務省より予備免許が交付された。
テレビ各社のうち民放3社は2006年1月30日から中国地方初となる試験電波を発射した。これは出力10Wでの減力送出であるほか、送信されるのは映像・音声の無いPN信号と呼ばれる電波であるため、一般のデジタル受像機では一切視聴は出来ないものであった。その後出力を30Wに増力し、試験電波発射開始から3ヶ月にあたる同年5月1日には3社の試験電波に放送局IDが付与されて試験放送に切り替えられ、一般のデジタルチューナーでも本放送と同様のチャンネル登録ができるようになった。また、この時はKRYとtysは5月1日開始当初からアナログ放送と同一のサイマル放送であったが、yabは6月1日からのサイマル放送開始であった。その後7月中には順次出力がフルパワーの1kWにまで増力された。そして、8月12日からはそれまで試験放送を行っていなかったNHK山口放送局も試験放送を開始、この試験放送は開始当初からフルパワーのサイマル放送であったため、この時点で全局とも本放送と同様の放送が行われるようになる。
2006年10月1日に本放送を開始した。また、山口県内の岩国、下関、山口鴻ノ峯の3つの中継局もこの親局と同時に開局している。

### 放送事故
yab（2010年）
2010年9月26日、yab山口朝日放送大平山送信所のアナログ放送送信施設で電源系統の不具合が生じ、同局のアナログ放送（28ch）が数時間停波した。また、この送信所は山口県内の全中継局へ電波を発射するために利用する親局であることもあり、この送信所の停波と同時に山口県内全域でyabのアナログ放送が視聴できなくなった。なお、デジタル放送には影響はなく、通常通り放送された。
停波は3回に及び、1回目は7時34分から8時53分までの1時間19分間、2回目は11時44分から11時52分までの8分間、3回目は18時49分からの37秒間であった。通常は放送設備の電源が落ちると自動的に予備電源に切り替わり、放送を続けられるようになっているが、今回はその予備電源が作動しなかったため1回目の停波時に同社の技術担当が現地に行って手動で予備電源に切り替え、2回目以降もその都度手動で切り替えた。
この時点でアナログ放送のみを受信する山口県内の世帯は約55万6000世帯で、yabには24時までに91件の苦情の電話が寄せられた。
1回目の事故当時は『天装戦隊ゴセイジャー』の開始4分後であり、その後の『仮面ライダーオーズ』は全編が放送されず、ひとまず復旧した時は『ハートキャッチプリキュア!』の放送終了直前であった。2回目の事故当時は『ウェザーリポート』（天気予報）開始直前のCM時であり、この番組は全編が放送されず、その後の『ANNニュース』開始2分後に復旧した。さらに3回目の事故当時は『奇跡の地球物語〜近未来創造サイエンス』の放送中であった。

## 施設

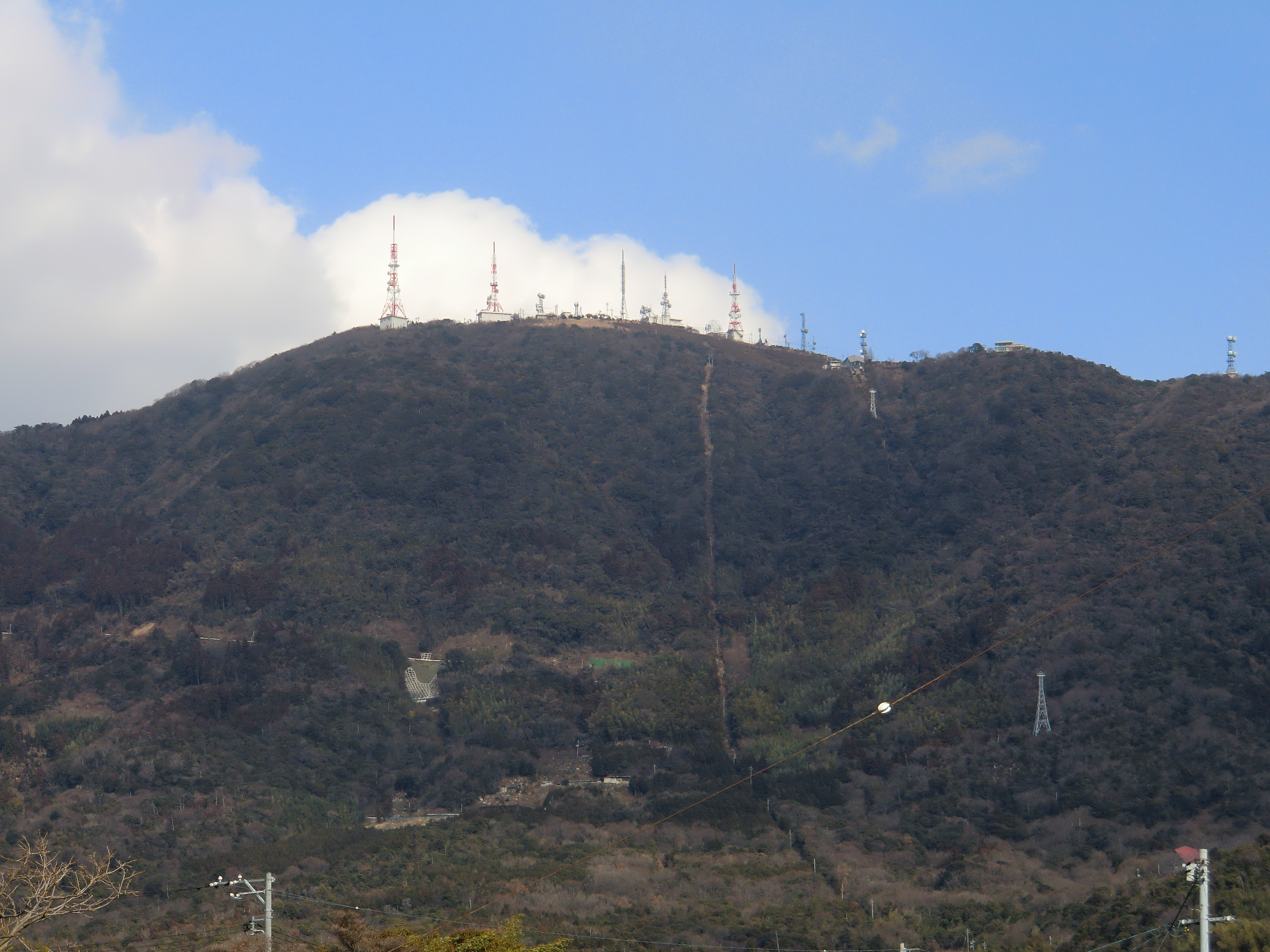
大平山送信所の遠景

送信所は山口県中南部にある標高631メートルの大平山山頂に位置する。
FMY以外は各社個別に鉄塔を建て、デジタル化工事も各社個別に対応した。NHKがほぼ山頂に位置し、KRY、tys、yabの順に位置する標高が低くなり、それにつれ送信塔の高さは高くなる。
送信所が位置する大平山は瀬戸内海に面した標高の高い山であり、ここからの電波は海上伝播を伴って非常に遠距離に飛びやすい環境にある。そのため各社とも瀬戸内海の対岸地域（福岡県、大分県、愛媛県）に配慮したスピルオーバー対策として、送信波に南方向への飛びを極力抑えた指向性をかけている（特にyabデジタルは同一チャンネルで送信しているTVQ九州放送福岡送信所とのダクト混信を防ぐために指向性がやや強い。また、KRYデジタルも同一チャンネルの南海放送デジタルの松山親局との混信を防ぐために指向性がかかっている）。

### NHK
- 所在地：山口県防府市牟礼163番地4

NHK山口放送局がアナログテレビ放送とデジタルテレビ放送、そしてFMラジオ放送を送信している。送信塔はアナログ時代に総合テレビ用に建てられた塔とEテレ用に建てられた塔の2塔がある。その後それぞれFM放送やデジタル放送のアンテナが取り付けられていった。2塔のうち、Eテレ塔の方が限りなく山頂に近い。
総合テレビ塔には総合アナログのアンテナしか存在せず、そのほかのEテレアナログ、FM、総合・Eテレデジタルは全てEテレ塔に存在する。
総合テレビ塔に取り付けられているアナログアンテナは2L双ループアンテナ4段3面であるが、更新以前はスーパーゲインアンテナであった。Eテレ塔には上段に総合・Eテレ共用のデジタルアンテナ（4L双ループアンテナ4段3面）、下段にEテレアナログ・FMラジオ共用の2L双ループアンテナ4段3面が位置している。
NHK防府総合テレビ開局当時には、この大平山送信所にちなんだテーマソングが歌われていた。

### KRY
- 所在地：山口県防府市牟礼397番地1

KRY山口放送がアナログ放送とデジタル放送、FM補完放送を送信している。現在の送信用鉄塔はデジタル化の際に新たに建設されたもので、鉄塔・局舎ともアナデジ共用で上部にデジタルアンテナ（4L双ループアンテナ4段3面）、下部にアナログアンテナ（2L双ループアンテナ4段2面及び1段1面）が設置されている。
デジタル化以前のアナログアンテナはスーパーゲインアンテナ10段2面及び2段1面であった。デジタル化の際にはこの既存の鉄塔横にあった旧局舎を撤去して新局舎を建設し、その上に新たな鉄塔を建設した。ここにデジタル用送信アンテナが新設された他、旧鉄塔にあったアナログ用送信アンテナも移転・新設された。なおその際、旧鉄塔は下部を残して破却されてほとんど高さが無くなり、パラボラアンテナなどが設置されるなどして放送業務用として引き続き利用されている。

### tys・FMY
- 所在地：山口県防府市牟礼163番地54

tysテレビ山口とエフエム山口が送信している。鉄塔は両社の共用で、上段がテレビアンテナ（4L双ループアンテナ4段3面）、下段がFMアンテナ（2L双ループアンテナ3段2面及び1段1面）である。

### yab
- 所在地：山口県防府市牟礼163番地97

yab山口朝日放送がアナログ放送とデジタル放送を送信している。各社の鉄塔群で一番西側に位置し、さらに位置する標高は各社の中で最も低い。そのため、空中線輻射中心高を先発局と合わせる目的で、鉄塔の高さが全社中最も高い。
デジタル化の際に、既存のアナログアンテナの上部にデジタルアンテナを追加した。
局舎・送信鉄塔はアナデジ共用で、送信アンテナは上段がデジタル用（4L双ループアンテナ4段3面）、下段がアナログ用（4L双ループアンテナ4段3面）である。

## 地上デジタルテレビジョン放送送信設備
| ID                                                             | 放送局名                | コールサイン | 物理チャンネル | 空中線電力 | ERP    | 放送対象地域 | 放送区域内世帯数 |
| -------------------------------------------------------------- | ----------------------- | ------------ | -------------- | ---------- | ------ | ------------ | ---------------- |
| 1                                                              | NHK山口総合             | JOUG-DTV     | 16ch           | 1kW        | 10.5kW | 山口県       | 22万8979世帯     |
| 2                                                              | NHK山口教育             | JOUC-DTV     | 13ch           | 1kW        | 10.5kW | 全国放送     | 22万8979世帯     |
| 3                                                              | tysテレビ山口山口本局   | JOLI-DTV     | 18ch           | 1kW        | 9.5kW  | 山口県       | 22万8979世帯     |
| 4                                                              | KRY山口放送周南本局     | JOPF-DTV     | 20ch           | 1kW        | 11.5kW | 山口県       | 22万8979世帯     |
| 5                                                              | yab山口朝日放送山口本局 | JOYX-DTV     | 26ch           | 1kW        | 11kW   | 山口県       | 22万8979世帯     |
| ※全局に指向性あり ※局名はKRYのほかは山口局若しくは防府局である |                         |              |                |            |        |              |                  |

## 地上アナログテレビジョン放送送信設備
全局2011年7月24日廃局
| ch | 放送局名                | コールサイン | 空中線電力          | ERP                  | 放送対象地域 | 放送区域内世帯数 |
| --- | ----------------------- | ------------ | ------------------- | -------------------- | ------------ | ---------------- |
| 1- | NHK山口教育             | JOUC-TV      | 映像1kW/ 音声250W   | 映像11.5kW/音声2.9kW | 全国放送     | 約-世帯          |
| 9- | NHK山口総合             | JOUG-TV      | 映像1kW/ 音声250W   | 映像11.5kW/音声2.9kW | 山口県       | 約-世帯          |
| 11- | KRY山口放送周南本局     | JOPF-TV      | 映像1kW/ 音声250W   | 映像13kW/音声3.3kW   | 山口県       | 約-世帯          |
| 28+ | yab山口朝日放送山口本局 | JOYX-TV      | 映像10kW/ 音声2.5kW | 映像115kW/音声29kW   | 山口県       | 約-世帯          |
| 38+ | tysテレビ山口山口本局   | JOLI-TV      | 映像10kW/ 音声2.5kW | 映像98kW/音声24kW    | 山口県       | 約-世帯          |
| ※1ch、9ch、11chはオフセット-10kHz局※28ch、38chはオフセット+10kHz局 ※全局に指向性あり ※局名はKRYのほかは山口局若しくは防府局である |                         |              |                     |                      |              |                  |

## FMラジオ放送送信設備
| 周波数 （MHz）    | 放送局名           | コールサイン          | 空中線電力 | ERP       | 放送対象地域 | 放送区域内世帯数 |
| ----------------- | ------------------ | --------------------- | ---------- | --------- | ------------ | ---------------- |
| 79.2              | FMY エフエム山口   | JOUU-FM               | 1kW        | 6.5kW     | 山口県       | 約-世帯          |
| 85.3              | NHK山口FM          | JOUG-FM               | 500W       | 音声5.2kW | 山口県       | 約-世帯          |
| 92.3              | KRY 山口放送山口FM | 無し （FM補完中継局） | 1kW        | 6.3kW     | 山口県       | 約-世帯          |
| ※全局に指向性あり |                    |                       |            |           |              |                  |

- FMYは、tysの施設を間借りしている。
- NHKはスピルオーバー防止のため出力が抑えられている。
- KRY山口FMは、周南市大津島の中波送信所が機能不全に陥った場合や、平常時でも難聴となる地域をカバーするために設けられたものである。2015年（平成27年）6月22日より試験放送を開始し、7月21日より本放送開始。

## マルチメディア放送送信設備
2016年6月30日正午を以って放送終了
| 周波数 （MHz） | 放送局名     | 空中線 電力 | ERP  | 放送区域     | 放送区域 内世帯数 | 開局日        | 閉局日        |
| -------------- | ------------ | ----------- | ---- | ------------ | ----------------- | ------------- | ------------- |
| 214.714286     | Jモバ周南MMH | 2.5kW       | 22kW | 山口県の一部 | 42万世帯          | 2014年3月13日 | 2016年6月30日 |
| 214.714286     | Jモバ周南DTV | 2.5kW       | 22kW | 山口県の一部 | 42万世帯          | 2015年4月1日  | 2016年6月30日 |